# Margaret (singel)
Margaret – dziesiąty singel polskiego zespołu rockowego Myslovitz (drugi z Z rozmyślań przy śniadaniu) wydany w październiku 1997.

## Lista utworów
1. "Margaret" – 4:04